# Język babar północny
Język babar północny – język austronezyjski używany w prowincji Moluki w Indonezji, w północno-wschodniej części wyspy Babar (wyspy Barat Daya). Według danych z 2007 r. posługuje się nim tysiąc osób.
Jest używany we wsiach Ilwiara, Nakarhamto i Yatoke. Społeczność posługuje się także malajskim ambońskim i indonezyjskim. Z danych publikacji Ethnologue wynika, że jest wypierany przez lokalną odmianę malajskiego, która znajduje zastosowanie we wszystkich domenach językowych. Indonezyjski jest wykorzystywany w administracji i sferze religijnej.
Jest blisko spokrewniony z językami dawera-daweloor i dai.
Nie wykształcił piśmiennictwa.